# Teshub

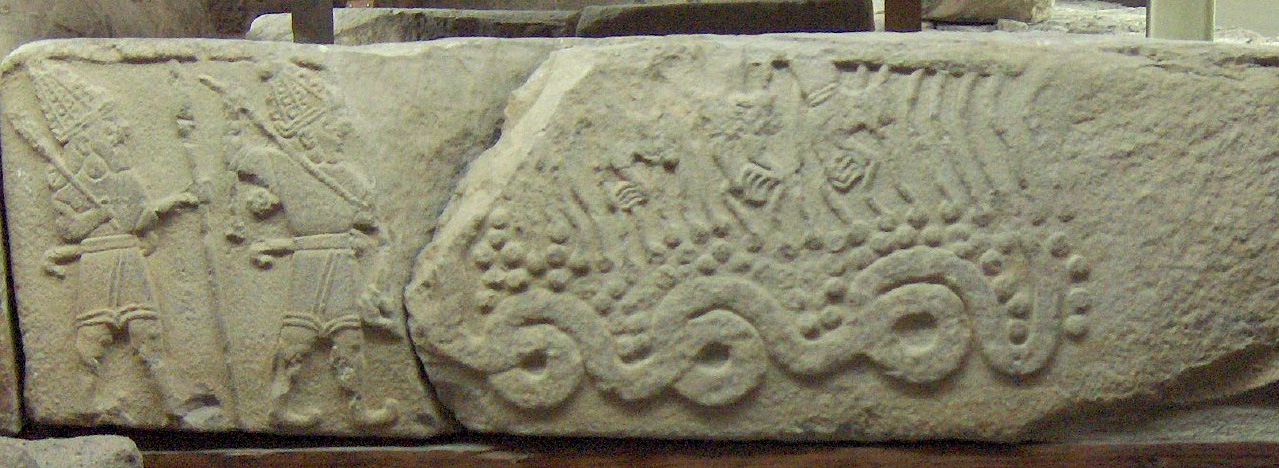
El dios de la tormenta, Teshub, y su hijo Sarruma matando al dragón Illuyanka. Museo de las Civilizaciones Anatolias, Ankara.

Teshub (también escrito como Teshup o Teššup) es el nombre dado al dios del Cielo y de la Tormenta en la mitología hitita, que previamente lo había tomado de los hurritas, que era su dios principal, el rey de los dioses. Su nombre hitita y luvita fue Tarhun (con diversas formas derivadas: Tarhunt, Tarhuwant o Tarhunta).
El lugar principal de culto era en Kumme, en el Kurdistán, pero también era venerado en los templos consagrados en general al dios de la Tormenta, como en Alepo, Arrafa, Kumani y en el santuario rupestre hitita de Yazılıkaya.[cita requerida]
Los hititas lo representaban usualmente como un guerrero y dios que sostiene un rayo triple, casco y armas, generalmente un hacha (hacha doble a menudo) y espada. También viajaba sobre las espaldas o en el carro que llevaban los toros de las mitologías hurrita e hitita, Seri y Hurri (‘Día’ y ‘Noche’), que pacían en las ruinas de las ciudades.[cita requerida]
Teshub es descrito en la cultura hitita como el esposo de Arinna, con la cual tuvo muchos hijos. Igualmente se le describe como el dios que mató al dragón Illuyanka, al que previamente había derrotado. Este mito se recitaba en el Festival hitita del Año Nuevo.[cita requerida]
- Datos: Q248242
- Multimedia: Teshub / Q248242